# Ceracis unicornis
Ceracis unicornis is een keversoort uit de familie houtzwamkevers (Ciidae). De wetenschappelijke naam van de soort werd in 1898 gepubliceerd door Henry Stephen Gorham.